# Laudator temporis acti
 Laudator temporis acti лат. (изговор: лаудатор темпорис акти). Хвалисавац минулих времена. (Хорације)

## Поријекло изреке
Изрекао у посљедњем вијеку старе ере  римски лирски пјесник Хорације у завршници једног стиха.

## Тумачење
Најдужу прошлост имају стари људи. У њиховој прошлости  је младост најудаљенија. Вјероватно је зато носталгија за најљепшом прошлошћу, каква је готово по правилу младост, као и чињеница да се ружно у свему, такође по правилу, заборавља, и вриједна највеће хвале. Човјек памти себе, срећног, здравог, младог! Зато је прошлост вриједна хвале код старих.